# Joe Grech
Joseph Grech, detto Joe (Cospicua, 9 febbraio 1934 – 30 dicembre 2024), è stato un cantante maltese.

## Biografia
Joe Grech fu il primo artista in rappresentanza di Malta all'Eurovision Song Contest, nel 1971, con una canzone in lingua maltese, Marija I-Maltija, classificatasi al diciottesimo e ultimo posto. Nonostante il pessimo piazzamento, la canzone riscosse un discreto successo in diversi Paesi come Inghilterra, Irlanda, Canada, Stati Uniti, Italia e soprattutto Australia, dove Grech si esibì spesso.
Grech è morto sul finire del 2024, a 90 anni.

## Vita privata
Dal suo matrimonio con Josephine Buttigieg nacque una figlia, Marcelle.